# Debendra Thapa
Debendra Thapa (ur. 26 czerwca 1977 r.) – nepalski bokser, olimpijczyk.

## Kariera amatorska
Thapa w 1995 r. został mistrzem Azji południowej w kategorii 48 kg. W 1996 r., Nepalczyk reprezentował swój kraj w kategorii do 48 kg. na igrzyskach olimpijskich w Atlancie. Thapa poległ już w 1/16 finału, przegrywając w pierwszej rundzie z reprezentantem RPA Masibulelą Makepulą.

## Kariera zawodowa
Thapa na zawodowym ringu był aktywny w latach 1998 - 2006. Przez osiem lat kariery stoczył 28. pojedynków, 20 wygrywając. Nie odniósł żadnych sukcesów na zawodowstwie.